# Brazil Challenger 2006
Il Brazil Challenger 2006, noto come Copa Petrobras Brazil per motivi di sponsorizzazione, è stato un torneo di tennis facente parte della categoria ATP Challenger Series nell'ambito dell'ATP Challenger Series 2006. Il torneo si è giocato ad Aracaju in Brasile dal 30 ottobre al 5 novembre 2006 su campi in terra rossa.

## Vincitori

### Singolare
Sergio Roitman ha battuto in finale  Boris Pašanski con il punteggio di 6–1, 6–3

### Doppio
Máximo González /  Sergio Roitman hanno battuto in finale  Tomas Behrend /  Marcel Granollers con il punteggio di 7–6(6), 3–6, [10–6]